# Cláudio Taffarel
Cláudio André Mergen Taffarel (Santa Rosa, Rio Grande do Sul, 1966. május 8. –) világbajnok brazil labdarúgó, edző. Német és olasz felmenői is vannak.

## Pályafutása

### Klubcsapatokban
Pályafutását Brazíliában kezdte az Internacional csapatánál. 24 évesen szerződött Európába a Parma csapatához, amellyel 1992-ben Olasz Kupát, egy évre rá KEK-et nyert. Három év után a Reggiana csapatához igazol, majd egy évre rá, 1994 nyarán már világbajnokként szerződött újra Brazíliába, az Atlético Mineiróhoz. 1998-tól játszott újra európai csapatban, a Galatasaray kapusaként számos címet megnyert. Kétszeres török bajnok (1999, 2000), kétszeres török kupagyőztes (1999, 2000) lett, 2000-ben az Arsenal elleni döntőben megnyerte az UEFA-Kupát és a Real Madrid ellen a Szuper Kupát is. Egy évre rá a Bajnokok Ligájában negyeddöntőig jutott. Pályafutása végén, 35 évesen még két évre a Parma játékosa lett, így újra tagja volt egy Olasz kupa győztes csapatnak.

### A válogatottban
Taffarel már 17 évesen bekerült a brazil válogatottba. Ezüstérmet nyert Szöulban az 1988-as olimpián, aranyérmet az 1989-es Copa Américán. Három világbajnokságon volt a válogatott tagja, 1990-ben, 1994-ben és 1998-ban.
Két újabb Copa América-érem (ezüst 1991-ben és arany 1993-ban) után 1994-ben ért pályafutása csúcsára, amikor aktív tagja volt a világbajnok brazil válogatottnak.
Taffarel mindössze egy gólt kapott a csoportmérkőzések során és az egyenes kieséses szakaszban is csak kettőt (nem számítva a döntő tizenegyespárbajában kapott két gólt), így hatalmas része volt csapata végső győzelmében. Négy évvel később mind játékában, mind eredményeiben csaknem megismételte korábbi sikereit; a Hollandia elleni, büntetőkkel 4-2-re megnyert negyeddöntőben két tizenegyest védett ki, végül a döntőig vezetve csapatát címvédőként ezüstérmet szerzett. A két világbajnokság között újabb ezüstérmet 1995-ben és aranyérmet 1997-ben szerzett a Copa Américán.
101 válogatottságával hazájában válogatottsági rekorder a kapusok között. 2003-ban, visszavonulásakor korábbi edzője, Carlos Alberto Parreira búcsúmeccset kívánt szervezni számára, ő azonban visszautasította azt, mondván, nem szereti a felhajtást. Egy évre rá szerepelt az 1994-es döntő tízéves évfordulóján rendezett emlékmeccsen a Los Angeles Memorial Coliseumban.

## Játékos pályafutása után
2004 áprilisában rövid ideig a Galatasaray kapusedzője volt, amikor korábbi csapattársa, az akkori vezetőedző Gheorghe Hagi hívta egykori klubjához.
Hazatérve Atlético Mineiro-csapattársával, Paolo Robertóval játékosügynökséget hozott létre fiatal tehetségek felkutatására és menedzselésére.

## Eredményei
Válogatott
- Világbajnok: 1994
- Világbajnoki ezüstérmes: 1998
- Copa América győztes: 1989, 1997
- Copa América ezüstérmes: 1991, 1995
- Olimpiai ezüstérmes: 1988
- CONCACAF Arany Kupa bronzérmes: 1998

 Parma
- Coppa Italia győztes: 1992, 2002
- KEK győztes: 1993

 Galatasaray
- UEFA-Kupa győztes: 2000
- UEFA-Szuperkupa győztes: 2000
- Török bajnok: 1999, 2000
- Török Kupa győztes: 1999, 2000

 Atlético Mineiro
- Copa CONMEBOL győztes: 1997
- Minas Gerais Állam bajnok: 1995

### Fordítás
- Ez a szócikk részben vagy egészben a Cláudio Taffarel című angol Wikipédia-szócikk ezen változatának fordításán alapul.  Az eredeti cikk szerkesztőit annak laptörténete sorolja fel. Ez a jelzés csupán a megfogalmazás eredetét és a szerzői jogokat jelzi, nem szolgál a cikkben szereplő információk forrásmegjelöléseként.